# Mille Miglia 1937
La Mille Miglia 1937 è stata una corsa automobilistica di velocità su strada.
Disputata il 4 aprile 1937 su un percorso stradale da Brescia a Roma e ritorno, per un totale di 1640 chilometri, venne vinta da Carlo Maria Pintacuda e Paride Mambelli su Alfa Romeo 8C 2900A della Scuderia Ferrari, che coprirono l'intera distanza in 14 ore 17 minuti e 32 secondi alla velocità media di 114,747 chilometri orari.

## Categorie
Come da tradizione i concorrenti vennero suddivisi in classi in base alla cilindrata, inoltre venne creata la nuova categoria per vetture nazionali da turismo, poi divenuta sport nazionale. Secondo il regolamento scritto da Giovanni Lurani e Corrado Filippini erano ammesse vetture con telaio e meccanica di una vettura di serie (lievemente elaborati) con una carrozzeria modificata conforme alla categoria sport. In tutto presero il via 123 equipaggi e se ne classificarono 65.
| Sigla   | Categoria              |
| ------- | ---------------------- |
| S +2.0  | Sport oltre 2000 cm3   |
| S 2.0   | Sport entro 2000 cm3   |
| S 1.1   | Sport entro 1100 cm3   |
| S 750   | Sport entro 750 cm3    |
| TN +1.5 | Turismo oltre 1500 cm3 |
| TN 1.5  | Turismo entro 1500 cm3 |
| TN 1.1  | Turismo entro 1100 cm3 |
| TN 750  | Turismo entro 750 cm3  |

## Percorso
Il percorso venne modificato rispetto all'anno precedente con la reintroduzione della deviazione su Venezia (come nel 1934-35) tramite un inedito itinerario che, da Padova, si dirige su Venezia (tramite l'autostrada Padova-Venezia) e poi tocca Mestre, Mirano, Santa Maria di Sala, Noale e Treviso per proseguire secondo il percorso classico fino a Brescia.
Brescia — Cremona — Piacenza — Parma — Reggio Emilia — Modena — Bologna — Passo della Raticosa — Passo della Futa — Firenze — San Casciano in Val di Pesa — Poggibonsi — Siena — San Quirico d'Orcia — Radicofani — Bolsena — Viterbo — Vetralla — Monterosi — Madonna di Bracciano — Roma — Civita Castellana — Narni — Terni — Valico della Somma — Spoleto — Foligno — Perugia — Gubbio — Fossato di Vico — Fabriano — Castelraimondo — Tolentino — Macerata — Villa Potenza — Porto Recanati — Ancona — Senigallia — Fano — Pesaro — Rimini — Cesena — Forlì — Faenza — Imola — Bologna — Ferrara — Rovigo — Monselice — Padova — Venezia — Mestre — Mirano — Santa Maria di Sala — Noale — Treviso — Cittadella — Vicenza — Lonigo — Verona — Peschiera del Garda — Desenzano del Garda — Brescia.
Così modificato il tracciato raggiunse una distanza complessiva di 1640,000 km; 43,400 km in più rispetto all'anno precedente.

## Gara

### Resoconto

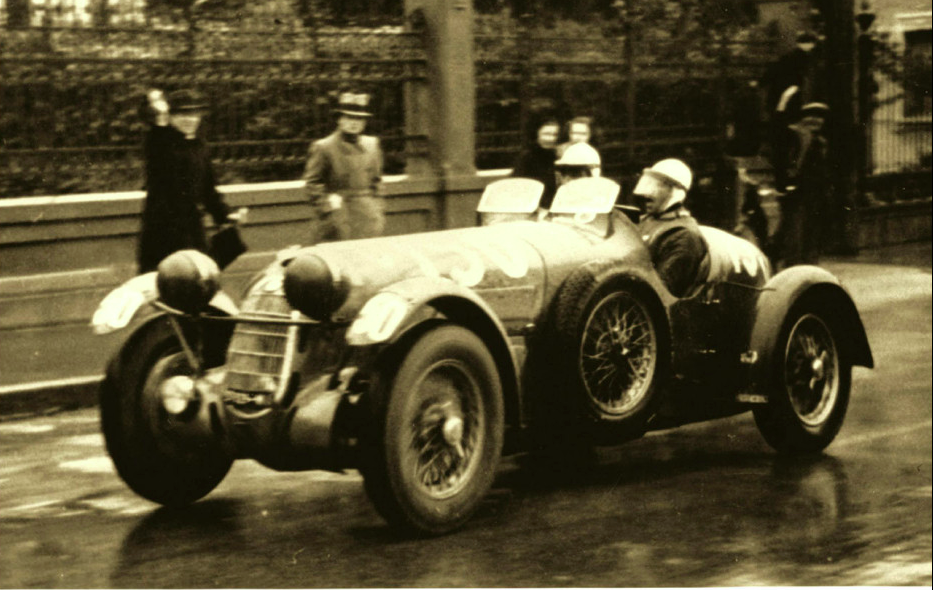
L'Alfa Romeo 8C 2900 A spider "botticella" dei vincitori Carlo Maria Pintacuda e Paride Mambelli sotto la pioggia

Dopo la gara con vetture e concorrenti quasi esclusivamente italiani dell'anno precedente a questa edizione della Mille Miglia scesero in campo le squadre ufficiali francesi Delahaye e Talbot e, più in generale, tutti i partecipanti erano meno improvvisati rispetto agi anni passati.
L'Alfa Romeo e la Scuderia Ferrari per ripetere la striscia di successi che durava dal 1934 decisero di schierare le tre 8C 2900 A spider "botticella" vittoriose l'anno precedente per gli equipaggi Carlo Maria Pintacuda - Paride Mambelli, Antonio "Nino" Farina - Stefano Meazza e Clemente Biondetti - Pietro Mazzetti. La potenza degli 8 cilindri in linea delle Alfa Romeo venne aumentata a 260 CV per difendersi meglio dalle due temibili squadre francesi; l'Ecurie Bleue schierava due Delahaye 135 CS 6 cilindri in linea con 150 CV per gli equipaggi René Dreyfus - Pietro Ghersi e Laury Schell - René  Carrière mentre la squadra ufficiale Talbot di Antonio Lago preparò due Talbot T150 C 6 cilindri in linea da 180 CV per Guido Cattaneo - René Le Bègue e gli esperti Archimede Rosa - Gianfranco Comotti.
Vennero iscritti diversi esemplari di Alfa Romeo 6C 2300 tra cui due 6C 2300 B MM Berlinetta Ghia per Severi - Righetti e Siena - Villoresi e una speciale 6C 2300 B MM berlinetta Touring Superleggera per Giovan Battista Guidotti ed Ercole Boratto, l'autista personale del Duce, seguite dalla Scuderia Ferrari, e anche una speciale 6C 2300 Pescara spider Zagato della Scuderia Maremmana per Franco Cortese - Angelo Guatta.
Presero parte alla gara anche diverse Lancia Augusta e una moltitudine di Fiat, sia "vecchie" 1500 (una con carrozzeria berlinetta Viotti per Vittorio Mussolini e il conte Francesco Vitalini Sacconi) e Balilla modificate sia nuove 508C 1100 "nuova Balilla" e 500 "Topolino", anche modificate.

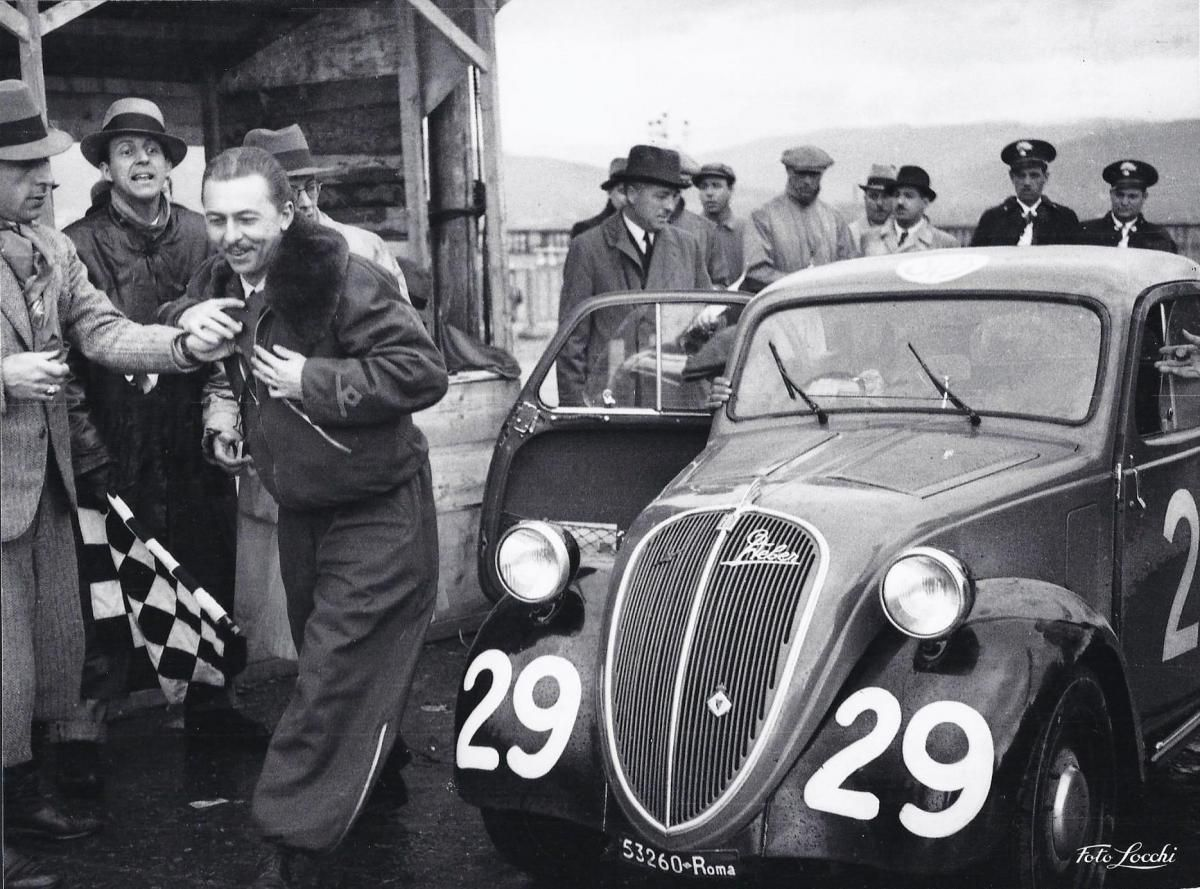
Fiat 500 A "Testa Siata" di Raffaello Guzman e Mario Jelmini ad un controllo orario durante la Mille Miglia 1937. Finiranno 63° assoluti

Quell'anno la gara venne disputata in condizioni climatiche avverse, con pioggia e basse temperature lungo tutto il percorso che condizionarono il risultato finale. La partenza dei concorrenti si prolungò per tutta la notte, dall'1,00 alle 9,26 del mattino, quando anche l'Alfa Romeo di Pintacuda lasciò Brescia. A Bologna era già primo seguito dal compagno di squadra Farina e da Dreyfus sulla Delahaye. Superato l'appennino a Firenze Pintacuda manteneva la testa della gara mentre Dreyfus guadagnava la seconda posizione su Farina, rallentato da problemi all'alimentazione, seguivano la Delahaye di Schell, le due Talbot di Cattaneo e Rosa e la terza Alfa Romeo di Biondetti.
Al controllo orario di Roma Pintacuda è al comando seguito dalle due Delahaye di Dreyfus e di Schell, da Farina e dalle Talbot di Cattaneo e di Rosa; a Macerata Dreyfus si porta in testa ma solo per poco, vicino Tolentino viene letteralmente accecato dal fango ed esce di strada danneggiando la sua Delahaye ed uscendo dalla lotta per la vittoria. Pintacuda ritorna in testa seguito da Farina e dalla Delahaye di Schell, ultima vettura francese rimasta dopo che entrambe le Talbot sono uscite di scena a causa di due incidenti e a Bologna è arrivato il ritiro di Dreyfus.
Carlo Maria Pintacuda insieme a Paride Mambelli vince la sua seconda Mille Miglia tagliando il traguardo in 14 ore 17 minuti e 32 secondi alla velocità media di 114,747 chilometri orari dopo una gara corsa sotto la pioggia e addirittura i fari non funzionanti a causa di un guasto elettrico; riesce ad arrivare a Brescia solo accodandosi alla vettura di Antonio "Nino" Farina con Stefano Meazza, partiti prima di lui, e secondi classificati. La Delahaye 135 CS di Laury Schell e René Carrière alla fine è terza seguita dall'Alfa Romeo 6C 2300 B MM berlinetta Touring di Giovan Battista Guidotti ed Ercole Boratto; l'autista del Duce guadagnò il merito del risultato finale dopoché il compagno aveva a lungo duellato per vincere la classe turismo nazionale oltre 2000 cm3 contro la 6C 2300 Pescara spider Zagato di Franco Cortese e Angelo Guatta.

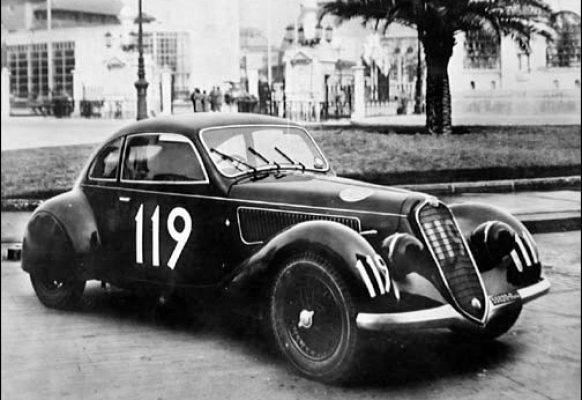
L'Alfa Romeo 6C 2300 B MM berlinetta Touring di Ercole Boratto e Giovan Battista Guidotti che terminò 4° assoluta e vinse la sua classe alla Mille Miglia 1937

Per l'Alfa Romeo è un trionfo, la sesta vittoria di fila per la marca milanese, la quarta consecutiva per la Scuderia Ferrari e la seconda per la 8C 2900 A spider "botticella", in più sono 9 le Alfa Romeo nei primi 10 posti.
Nella categoria sport entro 2000 cm3 vinse l'Alfa Romeo 6C 1500 GS spider di Contini - Salvadori, 10° assoluti, dopo una buona prova degli olandesi Hertzberger - Pyl, secondi di classe su un'Aston Martin 2-litre Speed. La Fiat 508CS Balilla Sport di Colini - Prosperi trionfò nella categoria sport 1100 cm3 e giunse 24° assoluta dopo il ritiro per rottura del motore della Maserati 4CS 1100 di Lurani - Villoresi in testa fino a Terni. Arrivò 50° assoluta e vinse la classe sport fino a 750 cm3 la Fiat 500 "Topolino" con testata SIATA a valvole in testa di Piero Dusio e Ciro Basadonna.
Nella nuova classe turismo nazionale fino a 750 cm3 vinse arrivando 51º assoluta la Fiat 500 A a valvole laterali preparata da Ghiringhelli di Spotorno - Besana; in turismo nazionale fino a 1100 cm3 ci fu l'affermazione di Braida -Jesi, su una Fiat 508C 1100 "nuova Balilla" con carrozzeria berlinetta e motore elaborato; in categoria turismo nazionale fino a 1500 cm3 i primi tre posti andarono a tre Fiat 1500 preparate, la prima di Minio - Castagnaro con carrozzeria spider fu 12° assoluta.

### Risultati completi[1][2][4]
| Pos | Nr  | Equipaggio                                   | Vettura                                   | Scuderia                     | Tempo /Ritiro | Classe   |
| --- | --- | -------------------------------------------- | ----------------------------------------- | ---------------------------- | ------------- | -------- |
| 1   | 150 | Carlo Maria Pintacuda Paride Mambelli        | Alfa Romeo 8C 2900 A spider "botticella"  | Scuderia Ferrari             | 14h17'32"     | S + 2.0  |
| 2   | 144 | Nino Farina Stefano Meazza                   | Alfa Romeo 8C 2900 A spider "botticella"  | Scuderia Ferrari             | 14h35'11"     | S + 2.0  |
| 3   | 140 | Laury Schell René Carrière                   | Delahaye 135CS                            | Ecurie Bleue                 | 14h54'55"     | S + 2.0  |
| 4   | 119 | Ercole Boratto Giovanni Battista Guidotti    | Alfa Romeo 6C 2300B MM Berlinetta Touring | Scuderia Ferrari             | 15h40'01"     | TN + 1.5 |
| 5   | 145 | "Ventidue" "Ventuno"                         | Alfa Romeo 8C 2300 Monza                  | "Ventidue"                   | 16h19'45"     | S + 2.0  |
| 6   | 112 | Franco Cortese Angelo Guatta                 | Alfa Romeo 6C 2300B Pescara Spider Zagato |                              | 16h21'20"     | TN + 1.5 |
| 7   | 120 | F. Crivellari P. Ferraro                     | Alfa Romeo 6C 2300B MM                    |                              | 17h04'25"     | TN + 1.5 |
| 8   | 107 | Edoardo Teagno Nando Barbieri                | Alfa Romeo 6C 2300 GT Spider              |                              | 17h04'33"     | TN + 1.5 |
| 9   | 110 | Francesco Severi Ferdinando Righetti         | Alfa Romeo 6C 2300B MM Berlinetta Ghia    | Scuderia Ferrari             | 17h09'20"     | TN + 1.5 |
| 10  | 134 | Pasquale Contini R. Salvadori                | Alfa Romeo 6C 1500 Spider                 |                              | 17h09'35"     | S 2.0    |
| 11  | 117 | V. Randaccio O. Randaccio                    | Alfa Romeo 6C 2300                        |                              | 17h21'17"     | TN + 1.5 |
| 12  | 73  | Ruggero Minio M. Castagnaro                  | Fiat 1500 Spider                          |                              | 17h22'48"     | TN 1.5   |
| 13  | 74  | G. Pelassa Leonardo Quadri                   | Fiat 1500 Berlina                         |                              | 17:34:07,000  | TN 1.5   |
| 14  | 70  | Ovidio Capelli A. Milani                     | Fiat 1500                                 |                              | 17h52'00"     | TN 1.5   |
| 15  | 103 | "Spegetti" Edoardo Gambaro                   | Alfa Romeo 6C 1750                        |                              | 17h54'41"     | TN + 1.5 |
| 16  | 133 | Eddie Hertzberger Jacques van der Pijl       | Aston Martin 2-litre Speed                | Eddie Hertzberger            | 17h55'34"     | S 2.0    |
| 17  | 75  | Vittorio Mazzonis Enrico Nardi               | Lancia Augusta Berlina                    |                              | 17h58'15"     | TN 1.5   |
| 18  | 67  | Mario Braida B. Jesi                         | Fiat 508CS MM Berlinetta                  |                              | 18h00'18"     | TN 1.1   |
| 19  | 136 | A. Chiodi L. De Zorzi                        | Alfa Romeo 6C 1750                        |                              | 18h12'23"     | S 2.0    |
| 20  | 121 | Efisio Zanella Guerrino Faccioni             | Alfa Romeo 6C 1750                        |                              | 18h15'35"     | S 2.0    |
| 21  | 91  | Paolo Bianco M. Gnoli                        | Fiat 1500 Cabriolet Viotti                |                              | 18h17'33"     | TN 1.5   |
| 22  | 81  | Renzo Ceschina Iginio Guagnellini            | Fiat 1500 Cabriolet Viotti                |                              | 18h23'05"     | TN 1.5   |
| 23  | 41  | Corrado Forti A. Alfieri                     | Fiat 508CS Balilla Sport                  |                              | 18h23'27"     | TN 1.1   |
| 24  | 97  | M. Colini Agostino Prosperi                  | Fiat 508CS Balilla Sport                  |                              | 18h26'15"     | S 1.1    |
| 25  | 43  | Elio Checcacci Giuseppe Banti                | Fiat 508CS Balilla Sport                  |                              | 18h27'02"     | TN 1.1   |
| 26  | 111 | Medarno Merli A. Mari                        | Alfa Romeo 6C 2300 GT Berlina             |                              | 18h29'47"     | TN + 1.5 |
| 27  | 72  | Remy Jacazio Guglielmo Gramolelli            | Fiat 1500                                 |                              | 18h34'00"     | TN 1.5   |
| 28  | 84  | P. Ravano M. Lenzi                           | Fiat 1500                                 |                              | 18h36'54"     | TN 1.5   |
| 29  | 82  | E. Raggio C. A. Mognaschi                    | Fiat 1500                                 |                              | 18h38'02"     | TN 1.5   |
| 30  | 34  | Giuseppe Berti G. Coin                       | Fiat 508CS Balilla Sport                  |                              | 18h38'10"     | TN 1.1   |
| 31  | 94  | M. Tana Dante Spreafico                      | Fiat 1500                                 |                              | 18h44'15"     | TN 1.5   |
| 32  | 57  | F. Romualdi S. Lelli                         | Fiat 508 Balilla                          |                              | 18h45'00"     | TN 1.1   |
| 33  | 87  | Guido De Martino Disma Re                    | Lancia Augusta                            |                              | 18h49'13"     | TN 1.5   |
| 34  | 59  | Leo Spoletini C. Simoncelli                  | Fiat 508 Balilla                          |                              | 18h58'56"     | TN 1.1   |
| 35  | 68  | M. Traverso R. Prada                         | Fiat 508 Balilla                          |                              | 19h12'37"     | TN 1.1   |
| 36  | 77  | Emanuele Quartara G. Carena                  | Fiat 1500                                 |                              | 19h12'50"     | TN 1.5   |
| 37  | 114 | Raffaello Faini V. Petrini                   | Alfa Romeo 6C 2300                        |                              | 19h14'22"     | TN + 1.5 |
| 38  | 69  | Filippo Tassara O. Braga                     | Fiat 1500                                 |                              | 19h18'17"     | TN 1.5   |
| 39  | 92  | A. Silvi A. Minazza                          | Fiat 1500                                 |                              | 19h22'45"     | TN 1.5   |
| 40  | 115 | D. Longato Silvio Gerardi                    | Alfa Romeo 6C 1900                        |                              | 19h26'10"     | TN + 1.5 |
| 41  | 90  | T. Passi C. Porcile                          | Lancia Augusta                            |                              | 19h37'33"     | TN 1.5   |
| 42  | 61  | Giovanni Quintavalla A. Quintavalla          | Fiat 508 Balilla                          |                              | 19h53'37"     | TN 1.1   |
| 43  | 80  | C. De Marchi Piero Avalle                    | Lancia Augusta                            |                              | 20h06'46"     | TN 1.5   |
| 44  | 105 | B. Bindocci Umberto Berti                    | Alfa Romeo 6C 1750 GS                     |                              | 20h07'53"     | TN + 1.5 |
| 45  | 85  | L. Bruzzo A. Collareta                       | Fiat 1500                                 |                              | 20h11'02"     | TN 1.5   |
| 46  | 100 | L. Musso M. Franceschini                     | Fiat 508CS Balilla Sport Special          |                              | 20h12'25"     | S 1.1    |
| 47  | 63  | Romeo Guardiani G. Ciboldi                   | Fiat 508CS Balilla Sport                  |                              | 20h19'30"     | TN 1.1   |
| 48  | 78  | P. Girardi P. Bernardo                       | Fiat 1500                                 |                              | 20h35'22"     | TN 1.5   |
| 49  | 38  | Vladimiro Zerini M. Torrigiani               | Fiat 508 Balilla                          |                              | 20h39'35"     | TN 1.1   |
| 50  | 33  | Piero Dusio Ciro Basadonna                   | Fiat Siata 500 Gran Sport                 |                              | 21h00'09"     | S 750    |
| 51  | 23  | Franco Spotorno F. Besana                    | Fiat 500 A "Topolino" Ghiringhelli        |                              | 21h25'06"     | TN 750   |
| 52  | 28  | Francesco Apruzzi G. Pomes                   | Fiat 500                                  |                              | 21h25'30"     | S 750    |
| 53  | 14  | S. Fidora G. Moscatelli                      | Fiat 500                                  |                              | 21h41'50"     | TN 750   |
| 54  | 8   | C. Cussini A. Faccioli                       | Fiat 500                                  |                              | 22h05'18"     | TN 750   |
| 55  | 11  | L. Lolli B. Magnanini                        | Fiat 500                                  |                              | 22h39'09"     | TN 750   |
| 56  | 10  | Bruno Boccosi G. Moroni                      | Fiat 500                                  |                              | 22h43'03"     | TN 750   |
| 57  | 4   | Mario Venturelli Giulio Bandini              | Fiat 500                                  |                              | 23h07'02"     | TN 750   |
| 58  | 5   | R. Quentin B. Biondi                         | Fiat 500                                  |                              | 23h08'15"     | TN 750   |
| 59  | 16  | L. Zanaboni E. Broglia                       | Fiat 500                                  |                              | 23h18'10"     | TN 750   |
| 60  | 19  | G. Castiglioni A. Castiglioni                | Fiat 500                                  |                              | 23h47'04"     | TN 750   |
| 61  | 25  | Giacomo Ragnoli Guido Moroni                 | Fiat 500                                  |                              | 23h51'48"     | TN 750   |
| 62  | 9   | Giacomo Gorio Lino Dossena                   | Fiat 500                                  |                              | 24h23'26"     | TN 750   |
| 63  | 29  | R. Guzman M. Jelmini                         | Fiat 500 Testa Siata                      |                              | 24h47'34"     | S 750    |
| 64  | 27  | F. Gilardini G. Revel                        | Fiat 500                                  |                              | 24h48'00"     | S 750    |
| 65  | 7   | F. Segré Torres                              | Fiat 500                                  |                              | 26h01'04"     | TN 750   |
| SQ  | 31  | Alessandro Casalis U. Maroni                 | Fiat Siata 500 Gran Sport                 |                              |               | S 750    |
| Rit | 1   | Renato Balestrero A. Romani                  | Fiat 500                                  |                              |               | TN 750   |
| Rit | 3   | M. Cussini A. Sandrolini                     | Fiat 500                                  |                              |               | TN 750   |
| Rit | 6   | Romano Malaguti G. Cantelli                  | Fiat 500                                  |                              |               | TN 750   |
| Rit | 12  | C. Pagliano R. Sala                          | Fiat 500                                  |                              |               | TN 750   |
| Rit | 18  | E. Gaggiano L. Cristofaro                    | Fiat 500                                  |                              |               | TN 750   |
| Rit | 20  | Alberto Filippi P. Morini                    | Fiat 500                                  |                              |               | TN 750   |
| Rit | 21  | L. Marangoni A. Verga                        | Fiat 500                                  |                              |               | TN 750   |
| Rit | 22  | M. Grassi Avanti                             | Fiat 500                                  |                              |               | TN 750   |
| Rit | 30  | A. Enrico Dario Vico                         | Fiat 500                                  |                              |               | S 750    |
| Rit | 32  | Renato Donati Alberto Garzi                  | Fiat Siata 500 Gran Sport                 |                              |               | S 750    |
| Rit | 35  | Renato Cornia Lotario Rangoni                | Fiat 508 Balilla                          | Lotario Rangoni Macchiavelli |               | TN 1.1   |
| Rit | 36  | L. Bicchi U. Chiesa                          | Stanguellini TN1100 Coppa d'Oro           |                              |               | TN 1.1   |
| Rit | 37  | Angelo Della Cella S. Novello                | Fiat 508 Balilla                          |                              |               | TN 1.1   |
| Rit | 39  | N. Ferraro G. Ferraro                        | Fiat 508 Balilla                          |                              |               | TN 1.1   |
| Rit | 40  | A. Lanza L. Nesti                            | Fiat 508 Balilla                          |                              |               | TN 1.1   |
| Rit | 42  | P. U. Gobbato Mario Camellini                | Fiat 508CS Balilla Sport                  | Scuderia Ferrari             |               | TN 1.1   |
| Rit | 45  | Antonio Caspani Alfredo Pozzoni              | Fiat 508 Balilla                          |                              |               | TN 1.1   |
| Rit | 46  | G. Munaretto G. Fenici                       | Fiat 508 Balilla                          |                              |               | TN 1.1   |
| Rit | 47  | Art. Varisco A. Varisco                      | Fiat 508 Balilla                          |                              |               | TN 1.1   |
| Rit | 48  | Vittorio Casalegno L. Di Rovasenda           | Fiat 508 Balilla                          |                              |               | TN 1.1   |
| Rit | 49  | U. Villa Enzo Castelli                       | Fiat 508 Balilla                          |                              |               | TN 1.1   |
| Rit | 52  | Lia Comirato Dumas Alberto Comirato          | Fiat 508 Balilla                          |                              |               | TN 1.1   |
| Rit | 55  | Ricc. Gasparotto D. Comin                    | Fiat 508 Balilla                          |                              |               | TN 1.1   |
| Rit | 56  | B. Salvoni E. Mazzi                          | Fiat 508 Balilla                          |                              |               | TN 1.1   |
| Rit | 58  | A. Panarello P. Gianni                       | Fiat 508 Balilla                          |                              |               | TN 1.1   |
| Rit | 60  | F. Maestri L. Ridolfi                        | Fiat 508CS Balilla Sport                  |                              |               | TN 1.1   |
| Rit | 62  | G. Girelli Umberto Capello                   | Fiat 508 Balilla                          |                              |               | TN 1.1   |
| Rit | 64  | Pasquale Ermini Giorgio Castelnuovo          | Fiat 508CS Balilla Sport                  |                              |               | TN 1.1   |
| Rit | 66  | U. Mazzaferro Mindo                          | Fiat 508 Balilla                          |                              |               | TN 1.1   |
| Rit | 71  | G. Dufour Berté M. Dufour Berté              | Fiat 1500                                 |                              |               | TN 1.5   |
| Rit | 76  | Giuseppe Gilera B. Ghiringhelli              | Fiat 1500                                 |                              |               | TN 1.5   |
| Rit | 79  | G. Giorgio Casimiro Guerrini                 | Fiat 1500                                 |                              |               | TN 1.5   |
| Rit | 83  | Vittorio Mussolini F. Vitalini               | Fiat 1500 Berlinetta Viotti               |                              |               | TN 1.5   |
| Rit | 86  | Ermanno Gurgo Salice Carlo Laredo de Mendoza | Fiat 1500                                 |                              |               | TN 1.5   |
| Rit | 89  | Renato Danese C. Renzi                       | Lancia Augusta                            |                              |               | TN 1.5   |
| Rit | 93  | F. Arosio T. Musso                           | Fiat 1500                                 |                              |               | TN 1.5   |
| Rit | 96  | O. Longhi Gorla Aldo Marazza                 | Fiat 508 Balilla                          |                              |               | S 1.1    |
| Rit | 98  | P. Municchi Santino Morettini                | Fiat 508 Balilla                          |                              |               | S 1.1    |
| Rit | 99  | G. Mainardi V. Paterlini                     | Fiat 508CS Balilla Sport                  |                              |               | S 1.1    |
| Rit | 101 | Giovanni Lurani Luigi Villoresi              | Maserati 4CS 1100                         | Scuderia Ambrosiana          |               | S 1.1    |
| Rit | 108 | Stoni Catullo Lami                           | Lancia Sport                              |                              |               | TN + 1.5 |
| Rit | 118 | Eugenio Siena Emilio Villoresi               | Alfa Romeo 6C 2300B MM Berlinetta Ghia    | Scuderia Ferrari             |               | TN + 1.5 |
| Rit | 122 | Franco Bertani P. Baruffi                    | Alfa Romeo 6C 1750 Spider                 |                              |               | S 2.0    |
| Rit | 124 | Mario Moradei F. Marri                       | Maserati 4CS 1500                         |                              |               | S 2.0    |
| Rit | 126 | Francesco Siracusa E. Mammoliti              | Alfa Romeo 6C 1750 Spider                 |                              |               | S 2.0    |
| Rit | 127 | Nino Greggio G. Grigoli                      | Alfa Romeo 6C 1750                        |                              |               | S 2.0    |
| Rit | 130 | Emilio Romano M. Tognelli                    | Alfa Romeo 6C 1750 GS Spider Zagato       |                              |               | S 2.0    |
| Rit | 131 | G. Castellano C. Adorno                      | Alfa Romeo 6C 1750                        |                              |               | S 2.0    |
| Rit | 132 | G. Panzacchi A. Tigli                        | Maserati 26 1500                          |                              |               | S 2.0    |
| Rit | 135 | Spartaco Graziani Augusto Zanardi            | Alfa Romeo 6C 1900                        |                              |               | S 2.0    |
| Rit | 139 | Guido Cattaneo René Le Bègue                 | Talbot T150C                              | Talbot                       |               | S + 2.0  |
| Rit | 141 | Clemente Biondetti P. Mazzetti               | Alfa Romeo 8C 2900 A spider "botticella"  | Scuderia Ferrari             |               | S + 2.0  |
| Rit | 143 | Giuseppe Tuffanelli Vittorugo Mallucci       | Alfa Romeo 8C 2300                        |                              |               | S + 2.0  |
| Rit | 146 | René Dreyfus Pietro Ghersi                   | Delahaye 135CS                            | Ecurie Bleue                 |               | S + 2.0  |
| Rit | 147 | Carlo Gazzabini Giglio Antinori              | Alfa Romeo 8C 2300 Monza                  | Carlo Gazzabini              |               | S + 2.0  |
| Rit | 148 | Tommy Wisdom Elsie Wisdom                    | MG Tipo SA Berlina                        |                              |               | S + 2.0  |
| Rit | 149 | Gianfranco Comotti Archimede Rosa            | Talbot T150C                              | Talbot                       |               | S + 2.0  |